# Fågelfors
Fågelfors är en tätort i Högsby kommun i Kalmar län, och en kyrkby i Fågelfors socken.

## Historik
Jägmästare Axel Bergman sökte i början av 1740-talet efter en plats för ett nytt järnbruk. Efter undersökning gjord av bergmästare Eric Stockenström enades man om en plats vid Klobo och Nötån för en masugn och hammare med två härdar. Privilegierna utfärdades i slutet av 1744 men innan bygget kom igång ville Bergman flytta masugnen några kilometer uppströms ån till sin nyinköpta egendom Foglebo, där den också byggdes. Axel Bergman sålde efter tio år bruket till major Fredrik Åkerhielm och 1760 blev Peter Fredrik Hegardt ägare. Han ersatte masugnen med en ny, belägen vid Alsterån – Hornsö masugn – som var driftklar 1768 och den på Foglebo ägor avvecklades.  Efter P F von Hegardt ägdes bruket 1780–1811 av Henrik af Harmens, 1811–1855 av Henrik Otto af Harmens, därefter dennes arvingar, sist Camille af Harmens Bille-Brahe och hennes make, som 1875 sålde bruket till Melcher Ekströmer, som innehade det till sin död 1923. Bruket gick sedan i arv inom familjen Ekströmer fram till 1975 då en 100-årig era tog slut då företaget uppköptes av investmentföretaget Säfveåns AB. 
Järnbruksdriften var aktiv fram till 1880-talet då man övergick till träindustri. Till en början var snickeritillverkning dominerande, men senare tog produktionen av fabrikstillverkade småhus över. Fogelfors-Hus blev ett välkänt namn över stora delar av Sverige men företaget gick i konkurs 1984. Numera är det pellets-industri samt hyvleri som drivs av Fågelfors Pellets AB. 2019 såldes Fågelfors Pellets och Bruksområdet till Bergs Timber AB. På området finns även idag hustillverkning av Attacus Stomsystem, en koncern med säte i Norrland som köpte upp Företaget Fågelfors Hus Komponent 2011. 

### Befolkningsutveckling
| Befolkningsutvecklingen i Fågelfors 1960–2020 | Befolkningsutvecklingen i Fågelfors 1960–2020 | Befolkningsutvecklingen i Fågelfors 1960–2020 | Befolkningsutvecklingen i Fågelfors 1960–2020 | Befolkningsutvecklingen i Fågelfors 1960–2020 |
| --------------------------------------------- | --------------------------------------------- | --------------------------------------------- | --------------------------------------------- | --------------------------------------------- |
|                                               |                                               |                                               |                                               |                                               |
| År                                            |                                               |                                               | Folkmängd                                     | Areal (ha)                                    |
| 1960                                          | 1960                                          |                                               | 614                                           |                                               |
| 1965                                          | 1965                                          |                                               | 605                                           |                                               |
| 1970                                          | 1970                                          |                                               | 683                                           |                                               |
| 1975                                          | 1975                                          |                                               | 670                                           |                                               |
| 1980                                          | 1980                                          |                                               | 757                                           |                                               |
| 1990                                          | 1990                                          |                                               | 630                                           | 113                                           |
| 1995                                          | 1995                                          |                                               | 633                                           | 118                                           |
| 2000                                          | 2000                                          |                                               | 564                                           | 118                                           |
| 2005                                          | 2005                                          |                                               | 465                                           | 118                                           |
| 2010                                          | 2010                                          |                                               | 424                                           | 117                                           |
| 2015                                          | 2015                                          |                                               | 437                                           | 137                                           |
| 2020                                          | 2020                                          |                                               | 390                                           | 138                                           |
|                                               |                                               |                                               |                                               |                                               |

## Samhället
Fågelfors har kyrka, livsmedelsaffär, skola (låg- och mellanstadiet), bibliotek och vandrarhemmet Bruksgården. Båda sjöarna Övresjön och Klobosjön har en badplats. Fågelfors har också en folkpark där fester anordnas på somrarna. Idrottsplatsen i orten Hyltamalm invigdes 1951. Säsongen 2015 spelade herrlaget i div. 4. 

## Näringsliv
De flesta arbetstillfällen finns nu inom träindustri och mekanisk tillverkning. 